# 388年
| 千纪： | 1千纪 |
| 世纪： | 3世纪 \| 4世纪 \| 5世纪 |
| 年代： | 350年代 \| 360年代 \| 370年代 \| 380年代 \| 390年代 \| 400年代 \| 410年代                                                                                |
| 年份： | 383年 \| 384年 \| 385年 \| 386年 \| 387年 \| 388年 \| 389年 \| 390年 \| 391年 \| 392年 \| 393年                                                          |
| 纪年： | 戊子年（鼠年）；东晋太元十三年；前秦太初三年；后燕建興三年；后秦建初三年；西燕中興三年；西秦建义四年，太初元年；北魏登国三年；后凉太安三年；翟魏建光元年 |

## 大事记
- 丁零人首领翟辽在黄河南岸滑台自称魏天王，建立魏国，史称翟魏。
- 慕容麟攻下代郡，許謙逃奔西燕。
- 東羅馬帝國皇帝狄奧多西一世以擁戴西羅馬帝國皇帝瓦倫提尼安二世復位為名，出兵擊敗叛亂的馬克西穆斯。
- 薩珊王朝第11任國王沙普爾三世逝世，其任內與羅馬帝國保持和平，並和羅馬一起瓜分了亞美尼亞。死後由巴赫拉姆四世繼位。
- 笈多王朝君主旃陀羅·笈多二世開始了與西薩特拉普王朝在西印度的戰爭。

## 出生
- 姚泓，十六國時期後秦末主。
- 王玄謨，南朝宋將領。
- 申恬，南朝宋將領。

## 逝世
- 乞伏國仁，十六國時期西秦政權奠定者。394年其弟乞伏乾歸追諡其為宣烈王。
- 謝玄，東晉著名文學家、軍事家。
- 苻懿，十六國前秦哀平皇帝苻丕之子。
- 維克多（英语：Victor (emperor)），西羅馬帝國皇帝。